# Cadlina flavomaculata
Cadlina flavomaculata è un mollusco nudibranco appartenente alla famiglia Cadlinidae.

## Biologia
Si nutre di spugne dei generi Aplysilla (Aplysilla glacialis), Axinella, Dysidea e Leiosella.